# Distretto di Qalandar
Il distretto di Qalandar è un distretto dell'Afghanistan appartenente alla provincia di Khowst. Viene stimata una popolazione di  9 800 abitanti (dato 2012-13).